# Бахтидзе, Михаил
Михаил Бахтидзе (англ. Mikheil Bakhtidze; род. 23 сентября 1988, Тбилиси, Грузинская ССР, СССР) — грузинский боксёр-профессионал, выступающий в тяжёлой весовой категории. Выступал за национальную сборную Грузии по боксу в 2010-х годах, бронзовый призёр чемпионата Европы (2011), многократный победитель и призёр международных турниров и национального первенства в любителях.
Лучшая позиция по рейтингу BoxRec — 72-я (август 2022), и являлся 1-м среди грузинских боксёров тяжёлой весовой категории, — входя в ТОП-75 лучших тяжёловесов всего мира.

## Биография
Михаил Бахтидзе родился 23 сентября 1988 года в городе Тбилиси, в Грузинской ССР, в СССР.

## Любительская карьера

### 2011 год
В июне 2011 года стал бронзовым призёром чемпионата Европы в Анкаре (Турция). Где в 1/8 финала победил опытного поляка Марцина Рековского, затем в четвертьфинале по очкам победил боксёра из Словении Рока Урбанца, но в полуфинале техническим нокаутом проиграл россиянину Магомеду Омарову — который в итоге стал чемпионом Европы 2011 года.
В сентябре 2011 года участвовал в чемпионате мира в Баку (Азербайджан), где во втором раунде соревнований проиграл хорвату Филипу Хрговичу.

### 2012 год
В феврале 2012 года завоевал серебро в весе свыше 91 кг на представительном международном турнире «Странджа» проходившем в Софии (Болгария), в полуфинале победив россиянина Андрея Афонина, но в финале проиграв кубинцу Эрисланди Савону.
В апреле 2012 года в Трабзоне (Турция) участвовал в Европейском лицензионном турнире на котором разыгрывались именные путевки на предстоящие Олимпийские игры в Лондоне, где в 1/8 финала соревнований досрочно проиграл в 1-м раунде литовцу Виталиюсу Сибасиусу.

### 2015 год
В феврале 2015 года завоевал бронзу в весе свыше 91 кг на представительном международном турнире «Странджа» проходившем в Софии (Болгария), в полуфинале по очкам проиграв казаху Камшыбеку Кункабаеву.
В июне 2015 года принимал участие на 1-х Европейских играх в Баку, где в первом раунде соревнований по очкам (3:0) победил украинца Владислава Сиренко, но в 1/8 финала по очкам проиграл азербайджанцу Магомедрасулу Меджидову — который в итоге стал бронзовым призёром Европейских игр 2015 года.
В августе 2015 года участвовал на чемпионате Европы в Самокове (Болгария). Где в 1/8 финала по очкам победил литовца Мантаса Валавичюса, но в четвертьфинале по очкам (0:3) проиграл хорвату Филипу Хрговичу — который в итоге стал чемпионом Европы 2015 года.
В октябре 2015 года участвовал в чемпионате мира в Дохе (Катар), где в первом раунде соревнований победил по очкам австралийского боксёра Джозефа Гудолла, но в 1/8 финала по очкам проиграл иорданцу Хуссейну Ишаишу.

### 2019 год
В феврале 2019 года участвовал на представительном международном турнире «Странджа» проходившем в Софии (Болгария), где в 1/8 финала по очкам победил россиянина Георгия Юновидова, но в четвертьфинале проиграл американцу Ричарду Торресу — который в итоге стал победителем этого турнира.
В июне 2019 года на 2-х Европейских играх в Минске (Белоруссия) дошёл до четвертьфинала, но в четвертьфинале потерпел поражение от хорвата Марко Милуна — который в итоге стал бронзовым призёром Европейских игр 2019 года.

## Профессиональная карьера
В феврале 2021 года Бахтидзе дебютировал на профессиональном ринге в Атланте (США), досрочно нокаутом в 1-м раунде победив американца Криса Била (0-6).

## Статистика профессиональных боёв
В таблице перечислены результаты всех поединков боксёров.
В каждой строке указан результат поединка. Дополнительно номер поединка обозначен цветом, который обозначает итог поединка. Расшифровка обозначений и цветов представлена в нижеследующей таблице.
| Пример | Расшифровка                     |
| ------ | ------------------------------- |
|        | Победа                          |
|        | Ничья                           |
|        | Поражение                       |
|        | Планируемый поединок            |
|        | Поединок признан несостоявшимся |
| КО     | Нокаут                          |
| ТКО    | Технический нокаут              |
| PTS    | Решение судей (по очкам)        |
| UD     | Единогласное решение судей      |
| MD     | Решение большинства судей       |
| SD     | Раздельное решение судей        |
| RTD    | Отказ от продолжения боя        |
| DQ     | Дисквалификация                 |
| NC     | Поединок признан несостоявшимся |

| 6 поединков, 6 победы (4 нокаутом). | 6 поединков, 6 победы (4 нокаутом). | 6 поединков, 6 победы (4 нокаутом). | 6 поединков, 6 победы (4 нокаутом). | 6 поединков, 6 победы (4 нокаутом).                                    | 6 поединков, 6 победы (4 нокаутом). | 6 поединков, 6 победы (4 нокаутом). |
| Бой                                 | Рекорд                              | Дата боя                            | Соперник                            | Место проведения боя                                                   | Раундов, время                      | Дополнительно                       |
| ----------------------------------- | ----------------------------------- | ----------------------------------- | ----------------------------------- | ---------------------------------------------------------------------- | ----------------------------------- | ----------------------------------- |
| 6                                   | 6-0                                 | 6 ноября 2021                       | Калеб Слотер (1-2-1)                | American Legion Hall, Луисвилл, Кентукки, США                          | TKO 1 (6), 2:09                     |                                     |
| 5                                   | 5-0                                 | 19 сентября 2021                    | Кёртис Харпер (13-6)                | Revel, Атланта, Джорджия, США                                          | UD 6 (6)                            | Счёт: 60-53 (трижды)                |
| 4                                   | 4-0                                 | 17 июля 2021                        | Террелл Джамал Вудс (24-48-9)       | Конференц-центр Red Lion, Шайенн, Вайоминг, США                        | UD 8 (8)                            | Счёт: 78-72 (трижды)                |
| 3                                   | 3-0                                 | 1 мая 2021                          | Франсуа Рассел (3-34)               | Конференц-центр Red Lion, Шайенн, Вайоминг, США                        | KO 2 (6), 1:37                      |                                     |
| 2                                   | 2-0                                 | 6 марта 2021                        | Джалин Энтони (2-11)                | Kentucky Center for African-American Heritage, Луисвилл, Кентукки, США | KO 1 (4), 1:44                      |                                     |
| 1                                   | 1-0                                 | 14 февраля 2021                     | Крис Бил (0-6)                      | Revel, Атланта, Джорджия, США                                          | KO 1 (4), 2:59                      | Дебют в профессиональном боксе.     |